# Villahoz

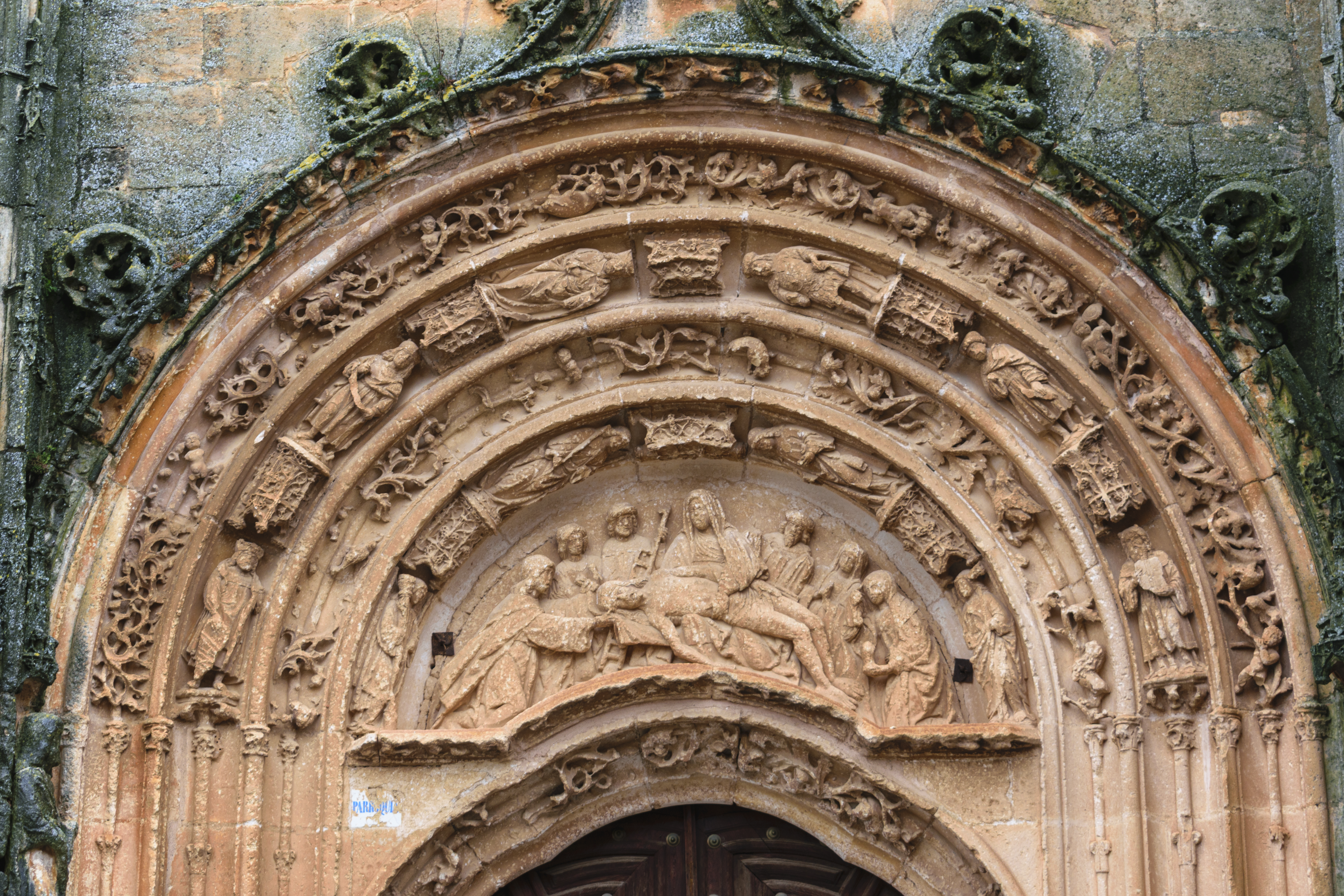
Detalle exterior de la Iglesia de Nuestra Señora de la Asunción.

Villahoz es un municipio de Castilla y León (España), situado en el partido judicial de Lerma, comarca del Arlanza, provincia de Burgos. A 15 km de Lerma (España) y a 37 km de Burgos.

## Geografía
Villahoz es la capital del municipio, que cuenta además con la granja de El Plantío.

## Historia
La villa fue fundada hacia finales del siglo IX, seguramente por repobladores de origen mozárabe (cristianos que huían de la persecución islámica en el centro y sur de Hispania). 
El origen del nombre es oscuro, parece tener origen mozárabe. La primera cita conocida proviene de la Carta de Arras del Cid, de 1079, donde aparece como Villa Fabze. Asimismo en dicho documento encontramos menciones a Escobare y Matricale, que corresponden a dos antiguos despoblados que se sitúan dentro del actual término municipal. En esta época formó parte de las defensas de la primitiva Castilla.
Durante la Edad Media fue una villa de Behetría, pero a finales de este período pasó a ser de realengo.
En el libro Becerro de las Behetrías aparece dendro de la Merindad de Cerrato, aunque en otras épocas perteneció a la de Candemuñó. Conoció una época de florecimiento desde finales de la Edad Media hasta el siglo XVI, siendo a finales de aquel siglo cuando comienza a decaer.

## Demografía
Villahoz cuenta con una población de 277 habitantes (INE 2024).
| Gráfica de evolución demográfica de Villahoz entre 1842 y 2021                                                        |
| |
| Población de derecho según los censos de población del INE. Población de hecho según los censos de población del INE. |

## Monumentos y lugares de interés
Todo el conjunto de la villa fue declarada Bien de Interés Cultural en la categoría de Conjunto Histórico el 2 de noviembre de 1983.
Además de las grandes construcciones, destacan los numerosos elementos de arquitectura popular castellana conservados, que en las casas se caracterizan por presentar la planta baja de piedra y las superiores de ladrillo o adobe, en ocasiones con bellos entramados de madera. Tampoco hemos de olvidar la arquitectura destinada a las labores agrícolas, como corrales, huertos, paneras, tenadas, cuadras, que lentamente va desapareciendo, pero aún testimonia la forma de vida tradicional de la zona. Es muy notorio el crecido número de bodegas, varios centenares, todas ellas agrupadas en un pequeño cerro que domina la villa. En general no son de gran tamaño, ya que se destinaban a la producción de vino para consumo familiar. Los lagares a menudo están incluidos en las mismas bodegas, que suelen conservar la gran viga de madera, la piedra, el huso y los demás elementos de la prensa, pues alguna de ellas continúa en funcionamiento.

### Iglesia de Nuestra Señora de la Asunción
Fue declarada Bien de Interés Cultural en la categoría de Monumento el 14 de noviembre de 1991.
El elemento más destacado de la villa es la iglesia parroquial, dedicada a la Asunción de Nuestra Señora. El templo actual es obra del siglo XVI, del tipo de las llamadas iglesias-salón, de estilo renacentista, y sustituye a una fábrica anterior de estilo gótico. La iglesia sorprende por sus grandes dimensiones y la hermosura de sus formas; la decoración es escasa, contribuyendo a realzar la belleza derivada de sus armoniosas proporciones. La iglesia es grandiosa en sus medidas, sencilla en los adornos, descomunal si pensamos en el acarreo y la labra de sus piedras, airosa en la conjunción de los diversos elementos.

### Rollo gótico

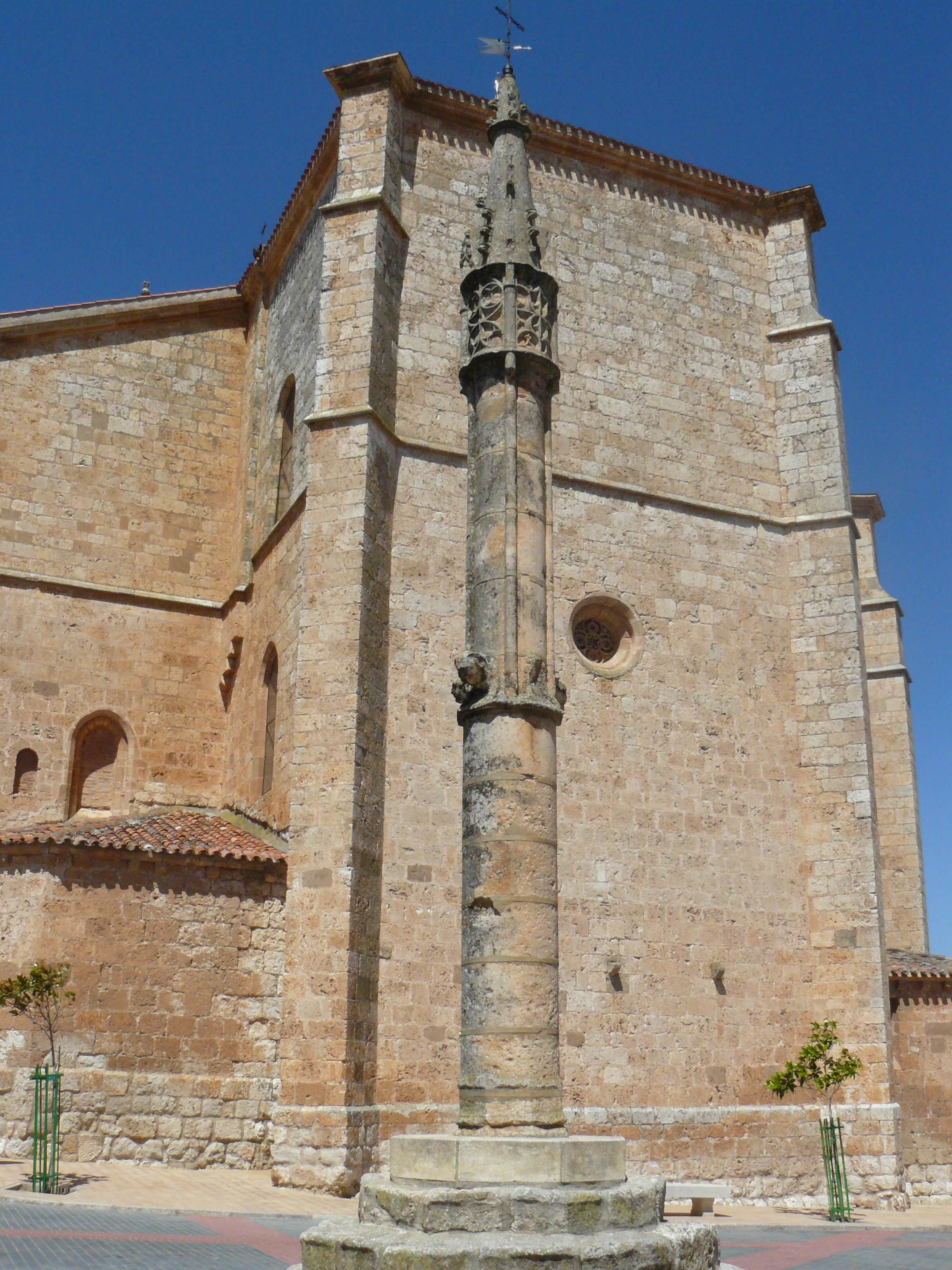
Rollo gótico en la plaza mayor de Villahoz.

Presidiendo la plaza mayor, con los típicos soportales castellanos, vemos el rollo jurisdiccional, de finales del siglo XV. Es de estilo gótico florido, muy esbelto. Sobre una octogonal se dispone el primer cuerpo, liso; a continuación cuatro cabezas, dos leones y dos perros, simbolizan la fuerza de la justicia y la fidelidad al rey y dan paso al segundo cuerpo, decorado con columnillas adosadas. El remate se adorna con bellas tracerías flamígeras y se remata con un pináculo cónico, culminado por una cruz y una veleta.
El rollo jurisdiccional representa la directa dependencia de la villa del poder real, pues no pertenecía a ningún señor salvo el rey. Es por tanto símbolo de libertad y de la justicia que se ejercía en nombre del soberano.

### Ermita de Nuestra Señora de Madrigal
Se encuentra unos 2 km. hacia en norte, en dirección a Burgos, sobre un pequeño altozano desde el que se disfruta del un bello panorama del paisaje de Castilla. 
La leyenda cuenta que unos serranos acudían a Villahoz a comerciar con la madera de los pinos de su tierra, pero al pasar por el lugar una de las carretas se detuvo. Los bueyes se negaban a avanzar, ni con ruegos ni con golpes eran sus dueños capaces de hacerles andar un paso. Ni siquiera al liberarles de su carga los animales se decidían a ponerse en movimiento, hasta que uno de los carreteros apeó una imagen de la Virgen que había robado en la cercana localidad de Madrigal y que llevaba escondida bajo la carga. En ese momento la yunta volvió a andar y los hombres pudieron continuar su camino. Enterados los habitantes de Villahoz del prodigio, decidieron levantar un santuario en el lugar, dedicado a Nuestra Señora.
La ermita actual es de origen románico, aunque los sucesivos añadidos sólo permiten adivinar el ábside semicircular del templo originario, del que únicamente es hoy visible la portada septentrional, de estilo gótico primitivo. La cabecera está ocupada por un retablo barroco, obra de los hermanos Cortés del Valle, en el que encuentra acomodo la escultura de vestir de Santa María. La Virgen es alta, sus facciones amables; parece cumplirse en esta imagen el "llena eres de gracia" del saludo del ángel. Sostiene en una mano a su Hijo, y en la otra el cetro de reina. 
El principio de la nave se cubre con una bóveda gótica, decorada con coloridas pinturas del siglo XVIII, que ocultan los desperfectos de un incendio que destruyó el artesonado mudéjar del siglo XIV que cubría el resto del templo y del que sólo se conservan algunos restos en la iglesia parroquial.
La sacristía se sitúa adosada al ábside y hace de camarín de la Virgen, en ella encontramos gran cantidad de exvotos, testimonio agradecido de los favores concedidos a los devotos.
Junto a la ermita, en un lugar imposible, podemos ver un viejo moral, que tal vez fue escenario de reuniones concejiles. El árbol fue partido en tres por un rayo, y su vejez parece desafiar al tiempo y a los elementos que se afanan en acabar con este testigo de la historia del pueblo.
Cada 31 de mayo, o el domingo más próximo a esta fecha, Villahoz celebra en la ermita una romería en honor a su patrona, a la que acuden no sólo los hijos del pueblo, sino también gentes de localidades cercanas que profesan gran devoción a la Virgen.

### Arcos y restos de la muralla

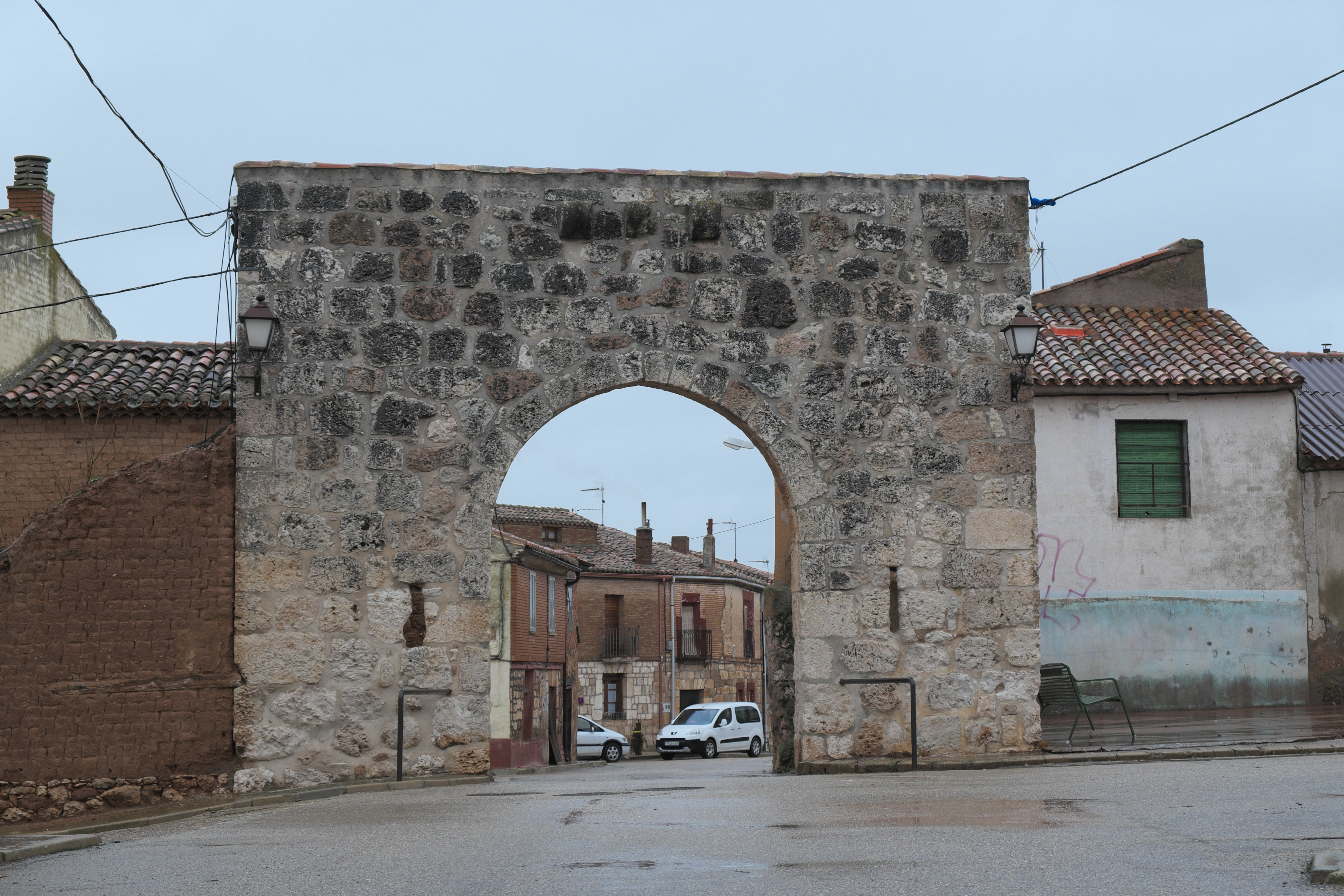
Puerta de entrada.

Villahoz fue durante la Edad Media una villa amurallada, de ello nos queda testimonio en algunos lienzos de la cerca y en las dos puertas de entrada conservadas.
Puede reconstruirse el trazado de la antigua muralla por los restos conservados y por la impronta dejada en la configuración de las calles actuales, sobre todo en las de las Pilas y las Cabas, esta última verdadero foso defensivo en la parte más baja y vulnerable de la población.
Pero lo más destacado son los arcos de la Torre y de la Fuente, situados en los extremos de la calle Real, que atraviesa el pueblo de norte a sur. Estos arcos son de construcción sencilla pero recia, como corresponde a su función militar. Pueden fecharse en los finales de la Edad Media, hacia el siglo XIV, pero su sencillez impide hacer grandes precisiones.

### Ermita de la Vera Cruz
Está situada en los límites del casco urbano, en dirección norte, y es junto a la de Nuestra Señora de Madrigal el único testimonio de las más de quince ermitas que poseía la villa en el siglo XVIII.
Es una construcción sencilla pero noble, de una única nave, cubierta con bóveda del siglo XVI en la cabecera y el resto con un bello artesonado de par e hilera con tirantes labrado en el siglo XVIII. En el presbiterio podemos ver un pequeño retablo barroco en el que se encontraba una imagen de Cristo crucificado del siglo XIV, sustituida hoy por una reproducción gráfica de tamaño natural, ya que el original se encuentra en la iglesia parroquial. 
El exterior es de piedra de sillería en la cabecera y de sillarejo en el resto de la fábrica. Se animaba con un alero sobresaliente de madera, que tuvo hermosos canes esculpidos, retirado a mediados del siglo XX, restándole así parte de su gracia al edificio.

### Puente de Talamanca
El puente de Talamanca se sitúa sobre el río Arlanza, a unos cuatro kilómetros al sur del casco urbano, cercano al término municipal de Torrepadre, pero dentro de la jurisdicción de Villahoz. En el lugar se han hallado algunos restos romanos, y existió un despoblado hasta finales de la Edad Media. 
Aunque tal vez tiene un origen romano, la construcción actual es de época medieval, con grandes reformas en época moderna y contemporánea que han alterado su imagen original.

## Cultura

### Fiestas
- 31 de mayo, Nuestra Señora de Madrigal (La romería se celebra el domingo anterior al 31 de mayo)).
- 24 de agosto, San Bartolomé.